# Silver Lake (Wisconsin)
Silver Lake é uma vila localizada no estado norte-americano de Wisconsin, no Condado de Kenosha.

## Demografia
Segundo o censo norte-americano de 2000, a sua população era de 2341 habitantes.
Em 2006, foi estimada uma população de 2505, um aumento de 164 (7.0%).

## Geografia
De acordo com o United States Census Bureau tem uma área de
4,0 km², dos quais 4,0 km² cobertos por terra e 0,0 km² cobertos por água. Silver Lake localiza-se a aproximadamente 230 m acima do nível do mar.

## Localidades na vizinhança
O diagrama seguinte representa as localidades num raio de 8 km ao redor de Silver Lake.